# Partido Animalista Con el Medio Ambiente
Die Partido Animalista Con el Medio Ambiente (PACMA, deutsch etwa: Partei der Tierschützer für die Umwelt) ist eine spanische politische Partei. Sie setzt sich vor allem für Tierrechte ein, insbesondere gegen Stierkämpfe.

## Geschichte
Die Partei wurde unter dem Namen Partido Antitaurino Contra el Maltrato Animal (Anti-Stierkampf-Partei gegen Tiermissbrauch) am 24. Februar 2003 in Bilbao gegründet. Sie hat ihre Hochburgen in Katalonien und Galicien, tritt aber spanienweit an. Im Jahr 2011 wurde die Partei in Partido Animalista Contra el Maltrato Animal (deutsch etwa: Partei der Tierschützer gegen Tiermissbrauch) umbenannt und im Jahr 2022 nannte sie sich in Partido Animalista Con el Medio Ambiente um.

## Wahlen
Die Partei tritt seit 2007 regelmäßig zu Wahlen auf Provinz- und Nationalebene an. Bei der bislang letzten Parlamentswahl im November 2011 erreichte sie 102.144 Stimmen und einen Stimmanteil von 0,42 %, konnte jedoch keinen Sitz erringen. Die besten Ergebnisse auf Provinzebene waren 0,53 % bei der Wahl zur Provinzversammlung Madrids im Mai 2011 sowie 0,54 % bei der Wahl in Galicien 2012. Bei den Spanischen Parlamentswahlen 2015 erreichte PACMA 0,87 % der Stimmen. Bei der Neuwahl 2016 konnte die Partei sich auf 1,18 % der Stimmen steigern und wurde damit die stimmenstärkste Partei außerhalb des Parlaments.

### Wahlergebnisse
| Jahr | Wahl                         | Stimmenanteil | Sitze |
| ---- | ---------------------------- | ------------- | ----- |
| 2008 | Parlamentswahl 2008          | 0,2 %         | 0/350 |
| 2009 | Europawahl 2009              | 0,3 %         | 0/54  |
| 2011 | Parlamentswahl 2011          | 0,4 %         | 0/350 |
| 2015 | Parlamentswahl 2015          | 0,9 %         | 0/350 |
| 2014 | Europawahl 2014              | 1,1 %         | 0/54  |
| 2016 | Parlamentswahl 2016          | 1,2 %         | 0/350 |
| 2019 | Parlamentswahl April 2019    | 1,3 %         | 0/350 |
| 2019 | Europawahl 2019              | 1,3 %         | 0/54  |
| 2019 | Parlamentswahl November 2019 | 0,9 %         | 0/350 |
| 2023 | Parlamentswahl 2023          | 0,7 %         | 0/350 |